# James Cruze
James Cruze, ursprungligen Jens Cruze Bosen, född 27 mars 1884 i Ogden i Utah, död 3 augusti 1942 i Hollywood i Kalifornien, var en amerikansk filmregissör.
Cruze växte upp i en danskättad mormonfamilj. Han regisserade bland annat filmer med komikern Roscoe Arbuckle i huvudrollen. En viktig milstolpe för honom var Covered wagon, filmatiseringen av Emerson Houghs roman Nybyggartåget över prärierna. Resultatet var en westernfilm som var både finansiellt framgångsrik och togs på allvar av filmhistoriker. Covered wagon fick dessutom det japanska Kinema Junpo-priset 1925 för bästa underhållningsfilm.
Cruze ligger begravd på Hollywood Forever Cemetery. Han tilldelades 1960 en stjärna för arbete inom film på Hollywood Walk of Fame vid adressen 6922 Hollywood Blvd.